# Thing-Fish
Thing-Fish je studiové album rockového kytaristy Franka Zappy, vydané v roce 1984.

## Seznam skladeb

### Strana 1
| Pořadí | Název          | Délka |
| ------ | -------------- | ----- |
| 1.     | Prologue       | 2:56  |
| 2.     | The Mammy Nuns | 3:50  |
| 3.     | Harry & Rhonda | 3:36  |
| 4.     | Galoot Up-Date | 5:29  |

### Strana 2
| Pořadí | Název                     | Délka |
| ------ | ------------------------- | ----- |
| 1.     | The 'Torchum' Never Stops | 10:32 |
| 2.     | That Evil Prince          | 1:17  |
| 3.     | You Are What You Is       | 4:31  |

### Strana 3
| Pořadí | Název                          | Délka |
| ------ | ------------------------------ | ----- |
| 1.     | Mudd Club                      | 3:17  |
| 2.     | The Meek Shall Inherit Nothing | 3:14  |
| 3.     | Clowns On Velvet               | 1:38  |
| 4.     | Harry-As-A-Boy                 | 2:51  |
| 5.     | He's So Gay                    | 2:48  |

### Strana 4
| Pořadí | Název                     | Délka |
| ------ | ------------------------- | ----- |
| 1.     | The Massive Improve'lence | 5:07  |
| 2.     | Artificial Rhonda         | 3:30  |
| 3.     | The Crab-Grass Baby       | 3:48  |
| 4.     | The White Boy Troubles    | 3:35  |

### Strana 5
| Pořadí | Název            | Délka |
| ------ | ---------------- | ----- |
| 1.     | No Not Now       | 5:50  |
| 2.     | Briefcase Boogie | 4:10  |
| 3.     | Brown Moses      | 3:02  |

### Strana 6
| Pořadí         | Název                   | Délka |
| -------------- | ----------------------- | ----- |
| 1.             | Wistful Wit a Fist-Full | 3:53  |
| 2.             | Drop Dead               | 7:56  |
| 3.             | Won Ton On              | 4:20  |
| Celková délka: | Celková délka:          | 91:10 |

## Sestava
- Frank Zappa – zpěv, synclavier, kytara
- Tommy Mars – klávesy, zpěv
- David Ocker – synclavier
- Scott Thunes – zpěv, baskytara
- Johnny "Guitar" Watson – zpěv
- Ray White – zpěv, kytara
- Chuck Wild – piáno
- Jay Anderson – kontrabas
- Ed Mann – perkuse
- Chad Wackerman – bicí, zpěv
- Ike Willis – zpěv, kytara
- Dale Bozzio – zpěv
- Arthur Barrow – baskytara
- Terry Bozzio – bicí, zpěv
- Napoleon Murphy Brock – zpěv
- Steve DeFuria – synclavier
- Bob Harris – klávesy, zpěv
- Steve Vai – kytara